# Links rechts
"Links rechts" is een nummer van de Nederlandse feestact Snollebollekes. Het nummer verscheen op 28 augustus 2015 als single. In 2017 kwam het ook uit op het verzamelalbum ...En door.

## Achtergrond
"Links rechts" is geschreven door groepsleden Maurice Huismans en Jurjen Gofers. Het nummer is oorspronkelijk geschreven als het themalied van het festival Sensation Waailand voor de editie van 2015. Tijdens dit festival, gehouden nabij de Brabantse plaats Made, droeg het nummer de titel "Hakken, beuken, springen". Deze versie bleek populair onder het publiek, waardoor de groep besloot om een volledige versie als single uit te brengen onder de titel "Links rechts".
"Links rechts" verkreeg in 2017 nationale en internationale bekendheid nadat supporters van NAC Breda tijdens de play-offs en de daaropvolgende promotie naar de Eredivisie op de tribunes feest vierden terwijl het nummer uit de speakers klonk. Dit werd diezelfde zomer overgenomen door de supporters van het Nederlands vrouwenvoetbalelftal, die tijdens het Europees kampioenschap hetzelfde deden.
"Links rechts" is een populair nummer tijdens optredens van Snollebollekes, mede doordat het publiek tijdens het refrein wordt opgeroepen om van links naar rechts te springen. Het werd in eerste instantie geen hit, maar is tijdens iedere carnavalsperiode terug te vinden in de Nederlandse Single Top 100, met plaats 61 in 2022 als hoogste notering. In 2021 werd er een nieuwe versie van het nummer gemaakt ter gelegenheid van het EK voetbal. Deze versie werd tevens gebruikt in een reclamecampagne van de supermarktketen Jumbo.
Tijdens het EK voetbal 2024 gingen filmpjes van massa’s feestende Oranjefans wereldwijd viraal, die in de uren voor de interlands vlak bij de wedstrijdstadions in Duitsland op de track dansten.

## Hitnoteringen

### Single Top 100
| Hitnotering week 1: 09-03-2019 Hitnotering week 2: 29-02-2020 Hitnotering week 3: 20-02-2021 Hitnotering week 4: 19-06-2021Hitnotering week 5: 05-03-2022 | Hitnotering week 1: 09-03-2019 Hitnotering week 2: 29-02-2020 Hitnotering week 3: 20-02-2021 Hitnotering week 4: 19-06-2021Hitnotering week 5: 05-03-2022 | Hitnotering week 1: 09-03-2019 Hitnotering week 2: 29-02-2020 Hitnotering week 3: 20-02-2021 Hitnotering week 4: 19-06-2021Hitnotering week 5: 05-03-2022 | Hitnotering week 1: 09-03-2019 Hitnotering week 2: 29-02-2020 Hitnotering week 3: 20-02-2021 Hitnotering week 4: 19-06-2021Hitnotering week 5: 05-03-2022 | Hitnotering week 1: 09-03-2019 Hitnotering week 2: 29-02-2020 Hitnotering week 3: 20-02-2021 Hitnotering week 4: 19-06-2021Hitnotering week 5: 05-03-2022 | Hitnotering week 1: 09-03-2019 Hitnotering week 2: 29-02-2020 Hitnotering week 3: 20-02-2021 Hitnotering week 4: 19-06-2021Hitnotering week 5: 05-03-2022 | Hitnotering week 1: 09-03-2019 Hitnotering week 2: 29-02-2020 Hitnotering week 3: 20-02-2021 Hitnotering week 4: 19-06-2021Hitnotering week 5: 05-03-2022 | Hitnotering week 1: 09-03-2019 Hitnotering week 2: 29-02-2020 Hitnotering week 3: 20-02-2021 Hitnotering week 4: 19-06-2021Hitnotering week 5: 05-03-2022 | Hitnotering week 1: 09-03-2019 Hitnotering week 2: 29-02-2020 Hitnotering week 3: 20-02-2021 Hitnotering week 4: 19-06-2021Hitnotering week 5: 05-03-2022 | Hitnotering week 1: 09-03-2019 Hitnotering week 2: 29-02-2020 Hitnotering week 3: 20-02-2021 Hitnotering week 4: 19-06-2021Hitnotering week 5: 05-03-2022 | Hitnotering week 1: 09-03-2019 Hitnotering week 2: 29-02-2020 Hitnotering week 3: 20-02-2021 Hitnotering week 4: 19-06-2021Hitnotering week 5: 05-03-2022 |
| Week | 1 | | 2 | | 3 | | 4 | | 5 | |
| --- | --- | --- | --- | --- | --- | --- | --- | --- | --- | --- |
| Nummer | 92 | uit | 77 | uit | 75 | uit | 92 | uit | 61 | uit |

### NPO Radio 2 Top 2000
| Nummer met noteringen in de NPO Radio 2 Top 2000 | '21 | '22  | '23  | '24  |
| ------------------------------------------------ | --- | ---- | ---- | ---- |
| Links rechts                                     | 732 | 1076 | 1812 | 1607 |

1. ↑  Een vetgedrukt getal geeft de hoogste notering aan.
2. ↑  2021 was het eerste jaar met een notering voor dit nummer.